# Eriopyga viuda
Eriopyga viuda är en fjärilsart som beskrevs av Paul Dognin 1897. Eriopyga viuda ingår i släktet Eriopyga och familjen nattflyn. Inga underarter finns listade i Catalogue of Life.